# 윌리엄 휴얼

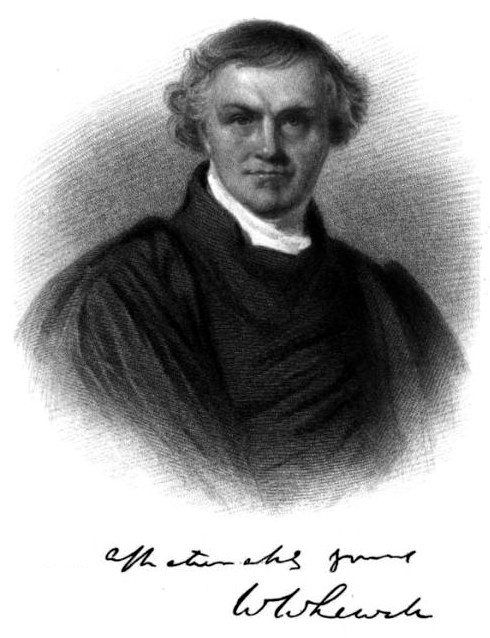
윌리엄 휴얼

윌리엄 휴얼 (William Whewell, 1794년 5월 24일 ~ 1866년 3월 6일)은 잉글랜드의 박식가, 과학자, 성공회 사제, 철학자, 신학자, 과학사가이다. 그는 케임브리지의 트리니티 칼리지에서 석사과정을 밟았다. 그는 학생이었을 때, 시와 수학 모두에서 명성을 얻었다.
휴얼이 활동하던 시기는 자연철학자들이 널리 연구했던 초기로 그는 역학 (물리학), 물리학, 지리학, 천문학, 경제학에 관한 논문을 발표했고, 요한 볼프강 폰 괴테의 작품을 번역하며 '브릿지워터 논문' 이라는 시집을 저작하였다.  수학에서는 '휴얼 방정식(Whewell equation)'을 발견하였다.

## 같이 보기
- 격변설
- 동일과정설
- 마이클 패러데이